# Grünscheitel-Flaggensylphe

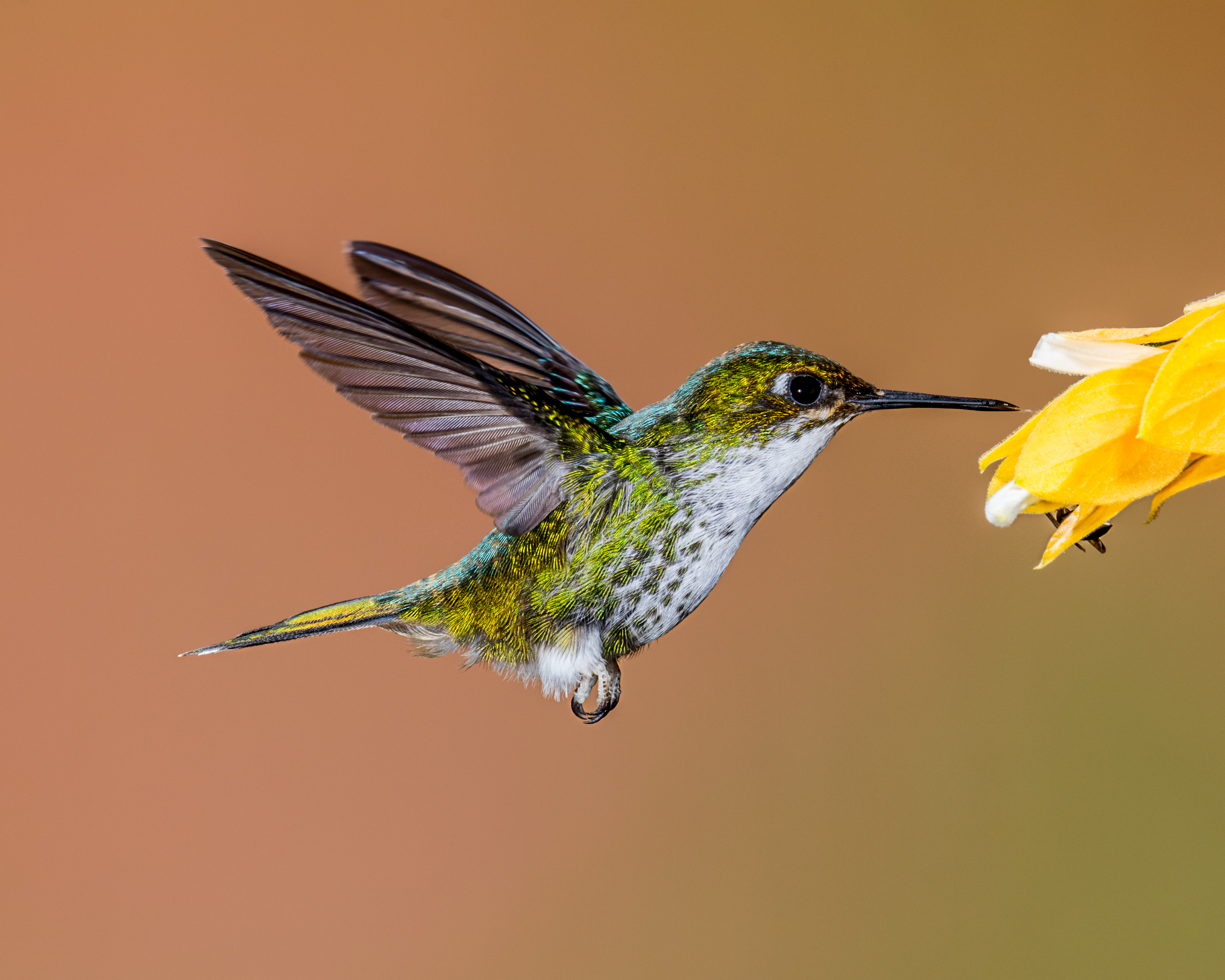
Grünscheitel-Flaggensylphe (Ocreatus underwoodii), Weibchen

Verbreitungskarte, Grünscheitel-Flaggensylphe (Ocreatus underwoodii)

Die Grünscheitel-Flaggensylphe (Ocreatus underwoodii) oder Flaggensylphe ist eine Vogelart aus der Familie der Kolibris (Trochilidae).
Sie ist die einzige Art der damit monotypischen Gattung der Flaggensylphen (Ocreatus) und lebt in den Anden von Venezuela, Kolumbien, Ecuador, Peru und Bolivien. Der Bestand wird von der IUCN als „nicht gefährdet“ (least concern) eingeschätzt.

## Merkmale
Grünscheitel-Flaggensylphe sind kleine, schlanke Kolibris. Die Männchen erreichen, inklusive Schwanzfedern, eine Körperlänge von etwa 13 cm, die Weibchen etwa 8 cm. Das Gewicht beträgt 3 g. Der Schnabel ist gerade und mit 13 mm sehr kurz.
Die Grünscheitel-Flaggensylphe hat ein grün schimmerndes Federkleid, das beim Männchen, mit Ausnahme der auffälligen weißen „Hosen“ an den Beinen, fast einheitlich den gesamten Körper bedeckt. Die Art zeigt einen deutlichen Sexualdimorphismus. Bei den Weibchen ist die Unterseite cremefarben bis weißlich grüngefleckt, bei der Unterart O. u. melanantherus weiß mit einigen grünen Flecken an den Seiten der Brust. Der vordere Oberkopf der Weibchen zeigt eine kupferfarbene Tönung, hinter dem Auge tragen sie einen weißen Fleck.
Die zentralen Steuerfedern der Männchen sind grün, der Rest blauschwarz. Das äußere Paar ist stark verlängert mit langem, blankem Schaft und an der Spitze flaggenartig verbreitert. Bei O. u. peruanus sind die verbreiterten Enden der langen, äußeren Steuerfedern eher länglich, bei O. u. annae rundlich und oft überkreuzt. Beim Weibchen ist der Schwanz dunkelgrün mit dunklerem terminalem Band und tief gegabelt. Die Unterschwanzdecken der Weibchen sind in der Regel gelbbraun.

## Lebensraum und Lebensweise
Die Grünscheitel-Flaggensylphe lebt in Gebirgswäldern und Waldrändern in Höhen von 1150 m bis 3000 m, gelegentlich auch bis 600 m hinunter bzw. 4000 m hinauf. Ihr Flug ist pendelnd und erinnert an den Flug einer Biene. Auf den ersten Blick könnte man sie für ein großes Insekt halten. Ihre Nahrung nimmt sie schwebend oder gelegentlich an der Blüte festhaltend auf. Man findet sie einzeln im Unterwuchs oder in Gruppen in den Kronen blühender Bäume. Unter anderem sucht sie zum Nahrungserwerb Bäume der Gattung Inga und Calliandra sowie andere Hülsenfrüchtler, Rötegewächse und Bromeliengewächse auf.

## Unterarten
Es sind acht Unterarten beschrieben worden, die sich in ihrer Färbung, den äußeren Steuerfedern und ihrem Verbreitungsgebiet unterscheiden:
- Ocreatus underwoodii addae (Bourcier, 1846)[6] – Bolivien, Yungas bis Santa Cruz und Chuquisaca.
- Ocreatus underwoodii annae (Berlepsch & Stolzmann, 1894)[7] – Zentral- und Südperu.
- Ocreatus underwoodii discifer (Heine, 1863)[8] – Nordwestvenezuela, Zulia und Falcón bis Táchira und Westbarinas sowie Norte de Santander im Nordosten Kolumbiens.
- Ocreatus underwoodii incommodus (O. Kleinschmidt, 1943)[9] – West- und Zentralanden Kolumbiens.
- Ocreatus underwoodii melanantherus (Jardine, 1851)[10] – Beide Andenabhänge Ecuadors.
- Ocreatus underwoodii peruanus (Gould, 1849)[11] – Ostecuador und Nordosten Perus.
- Ocreatus underwoodii polystictus Todd, 1942[12] – Küstengebirge im Norden Venezuelas, Carabobo bis Miranda.
- Ocreatus underwoodii underwoodii (Lesson, RP, 1832)[13] – Östliche Anden Kolumbiens – Nominatform.

O. u. addae, O. u. annae und O. u. peruanus werden manchmal als ein bis drei eigenständige Arten angesehen, O. u. ambiguus gilt als Synonym zu O. u. incommodus.

## Etymologie und Forschungsgeschichte
René Primevère Lesson erhielt von Thomas Richard Underwood (1772–1836) im Auftrag von Charles Stokes (1783–1853) eine Zeichnung des Kolibris zugesandt und beschrieb die Art unter dem Namen Ornismya underwoodii. Später wurde sie der Gattung Ocreatus zugeordnet. Dieser Name ist lateinischen Ursprungs und bedeutet „mit Beinschienen bekleidet“. Das Artepitheton underwoodii ehrt den Maler und Kupferstecher T. R. Underwood. Polystictus ist aus den griechischen Wörtern πολύς polys für „viele“ und στικτός, στιγμή stiktós, stigmḗ für „gefleckt, fleckig, Flecken“ zusammengesetzt. Melanantherus ist ein griechisches Wortgebilde aus μέλας mélas für „schwarz“ und ἀνθερεών anthereṓn für „Kinn“. Peruanus bezieht sich auf das Land Peru. Incommodus ist das lateinische Wort für „unangenehm, unbequem“. Discifer setzt sich aus den lateinischen Wörtern discus für „Diskus, Scheibe“ und ferre für „tragen“ zusammen. Annae ist Anna Branicka, der Frau von Baron Xavier Branicki gewidmet. Addae ist zu Ehren von Adeline (Adda) Driver Wilson (geb. Stevens) (1819–1891), der Frau von William Savory Wilson (1803–1870), vergeben worden.